# Uroš Račić
Uroš Račić, en alfabet ciríl·lic serbi Урош Рачић, (Kraljevo, Sèrbia, 17 de març de 1998) és un futbolista serbi que juga com a migcampista al US Sassuolo de la Serie A italiana.
Anteriorment el València el va cedir al CD Tenerife i al FC Famalicão portugués.